# Ross Edwards

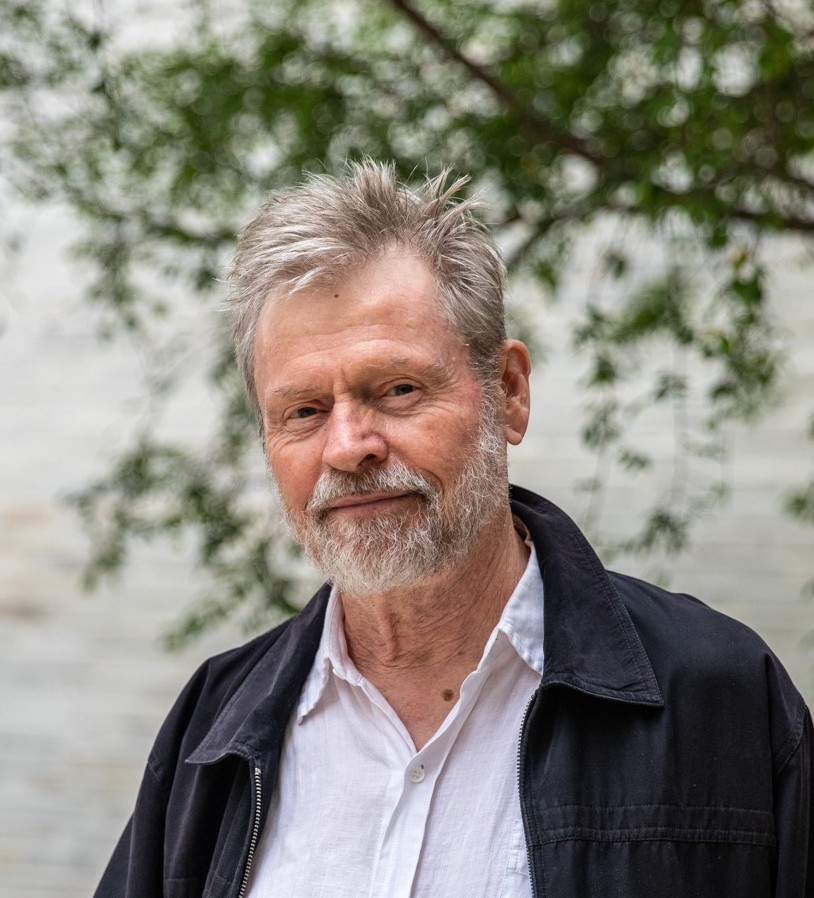
Ross Edwards

Ross Edwards (Sydney, 23 december 1943) is een Australisch componist binnen de klassieke muziek. Hij kreeg zijn opleiding van Peter Sculthorpe (Sydney), Richard Meale en Peter Maxwell Davies en Sandor Veress in Adelaide. Na zijn opleiding vertrok hij naar het Verenigd Koninkrijk en kwam daar terecht in de stromingen die behoren tot de klassieke muziek van de 20e eeuw. Hij voelde zich daarin net zo thuis als in Engeland zelf. Hij keerde daarom al snel weer terug en begon les te geven aan de Universiteit van Sydney. Inmiddels woont hij al jaren in Sydney met zijn eigen studio bij de Blue Mountains (Australië).
Zijn vroege werken duidde hij later aan als neurotisch. In 1982 kwam een stijlbreuk met zijn pianoconcert. Net als zijn “tijdgenoot” Arvo Pärt gooide hij het over een andere boeg. Hij schreef daarna, zoals hij het zelf omschreeft “Objects of musical contemplation”. Daarbij ging hij ook terug naar de (muziek van de)originele bewoners van zijn land, de Aborigines. 
Bekendste werken van hem zijn:
- genoemd pianoconcert;
- een vioolconcert
- een hoboconcert, met dansende hoboïst
- Symfonie nr. 1
- Symfonie nr. 4

## Bron
- de Engelstalige Wikipedia
- uitgave ABC-records